# Andes fueguinos
Los Andes fueguinos son la continuación austral de la cordillera de los Andes inmediatamente al sur del estrecho de Magallanes, con una orientación oeste-este. Ocupan la porción montañosa y serrana del sur del archipiélago de Tierra del Fuego, llegando a altitudes superiores a los 2000 m s. n. m. Se ubican en los sectores australes de Argentina y Chile.  
Las mayores alturas se registran en la cordillera Darwin, en el sector sudoccidental de la isla Grande de Tierra del Fuego, en territorio chileno. Su máxima cumbre es el monte Shipton, de una altitud de 2469 m s. n. m. 
A diferencia de la mayor parte de la cadena andina, en particular de los Andes patagónicos australes, de orientación general norte-sur, los Andes fueguinos muestran un marcado cambio de rumbo, conocido como oroclino patagónico, ubicándose en sentido oeste-este entre el estrecho de Magallanes y la isla de los Estados.
Los Andes fueguinos se originaron durante el lapso Cretácico tardío - Cenozoico (Paleógeno).
El clima en los Andes Fueguinos generalmente es frío, debido a que es una de las zonas más australes del mundo, la temperatura anual promedio varía entre los 2 y los 10 °C. Las precipitaciones anuales son de 300mm, también es zona de vientos constantes con ráfagas que alcanzan los 100km/h. De acuerdo con la clasificación climática de Köppen-Geiger se cataloga como clima subpolar oceánico (Cfc), o como clima semifrío subhúmedo.[cita requerida]